# Hilde Fenne
Hilde Fenne (ur. 12 maja 1993 w Voss) – norweska biathlonistka, złota medalistka mistrzostw świata w sztafecie, dwukrotna mistrzyni świata juniorów.

## Kariera
Po raz pierwszy na arenie międzynarodowej pojawiła się w 2010 roku, startując na mistrzostwach świata juniorów w Torsby. Zajęła tam 17. miejsce w biegu indywidualnym, 20. w sprincie i 15. w biegu pościgowym. Na rozgrywanych dwa lata później mistrzostwach świata juniorów w Kontiolahti zdobyła złote medale w sprincie i sztafecie oraz brązowy w biegu indywidualnym. W międzyczasie zajęła drugie miejsce w sztafecie i trzecie w sprincie podczas olimpijskiego festiwalu młodzieży Europy w Libercu w 2011 roku.
W zawodach Pucharu Świata zadebiutowała 1 grudnia 2012 roku w Östersund, zajmując 30. miejsce w sprincie. Tym samym już w debiucie zdobyła pierwsze punkty. Nigdy nie stanęła na podium zawodów tego cyklu, najwyższą lokatę wywalczyła 19 grudnia 2015 roku w Pokljuce, kończąc rywalizację w biegu pościgowym na ósmej pozycji. Najlepsze wyniki osiągnęła w sezonie 2017/2018, kiedy zajęła 54. miejsce w klasyfikacji generalnej.
Podczas mistrzostw świata w Novym Měscie w 2013 roku wspólnie z Ann Kristin Flatland, Synnøve Solemdal i Torą Berger wywalczyła złoty medal w sztafecie. Na tej samej imprezie zajęła także 77. miejsce w biegu indywidualnym. Na rozgrywanych cztery lata później mistrzostwach świata w Hochfilzen plasowała się na 58. pozycji w sprincie, 55. w biegu pościgowym i 11. w sztafecie. Ponadto zdobyła brązowy medal w sztafecie na mistrzostwach Europy w Novym Měscie w 2014 roku. Nigdy nie wystąpiła na igrzyskach olimpijskich.
Jej rodzice: Helga Øvsthus i Gisle Fenne także uprawiali biathlon.

## Osiągnięcia

### Mistrzostwa świata
| Rok  | Miejscowość | Konkurencje | Konkurencje | Konkurencje | Konkurencje | Konkurencje | Konkurencje | Konkurencje |
| Rok  | Miejscowość | IN          | SP          | PU          | MS          | RL          | MR          | SR          |
| ---- | ----------- | ----------- | ----------- | ----------- | ----------- | ----------- | ----------- | ----------- |
| 2013 | Nové Město  | 77.         | –           | –           | –           | 1.          | –           | –           |
| 2017 | Hochfilzen  | –           | 58.         | 55.         | –           | 11.         | –           | –           |

### Mistrzostwa świata juniorów
| Rok  | Miejscowość  | Konkurencje | Konkurencje | Konkurencje | Konkurencje | Konkurencje | Konkurencje | Konkurencje |
| Rok  | Miejscowość  | IN          | SP          | PU          | MS          | RL          | MR          | SR          |
| ---- | ------------ | ----------- | ----------- | ----------- | ----------- | ----------- | ----------- | ----------- |
| 2010 | Torsby       | 17.         | 20.         | 15.         | –           | –           | nd.         | –           |
| 2012 | Kontiolahti  | 3.          | 1.          | 5.          | –           | 1.          | nd.         | –           |
| 2013 | Obertilliach | 8.          | 13.         | 14.         | –           | 4.          | nd.         | –           |

### Mistrzostwa Europy
| Rok  | Miejscowość | Konkurencje | Konkurencje | Konkurencje | Konkurencje | Konkurencje | Konkurencje | Konkurencje |
| Rok  | Miejscowość | IN          | SP          | PU          | MS          | RL          | MR          | SR          |
| ---- | ----------- | ----------- | ----------- | ----------- | ----------- | ----------- | ----------- | ----------- |
| 2014 | Nové Město  | 11.         | 29.         | 31.         | –           | 3.          | nd.         | –           |

### Puchar Świata

#### Miejsca w klasyfikacji generalnej
| Sezon     | Miejsce |
| --------- | ------- |
| 2012/2013 | 62.     |
| 2013/2014 | 81.     |
| 2014/2015 | -       |
| 2015/2016 | 55.     |
| 2016/2017 | 77.     |
| 2017/2018 | 54.     |

#### Miejsca na podium
Fenne nigdy nie stanęła na podium indywidualnych zawodów PŚ.

### Puchar IBU

#### Miejsca w klasyfikacji generalnej
| Sezon     | Miejsce |
| --------- | ------- |
| 2012/2013 | 66.     |
| 2013/2014 | 31.     |

#### Miejsca na podium
| Lp. | Dzień        | Rok  | Miejscowość | Konkurencja      | Lokata | Pudła | Czas biegu | Strata | Zwycięzca |
| --- | ------------ | ---- | ----------- | ---------------- | ------ | ----- | ---------- | ------ | --------- |
| 1.  | 24 listopada | 2012 | Idre        | Sprint na 7,5 km | 1.     | 1+0   | 22:36,1    | –      | –         |